# Livezi (okręg Dolj)
Livezi – wieś w Rumunii, w okręgu Dolj, w gminie Podari. W 2011 roku liczyła 945 mieszkańców.